# Zoltán Kemény

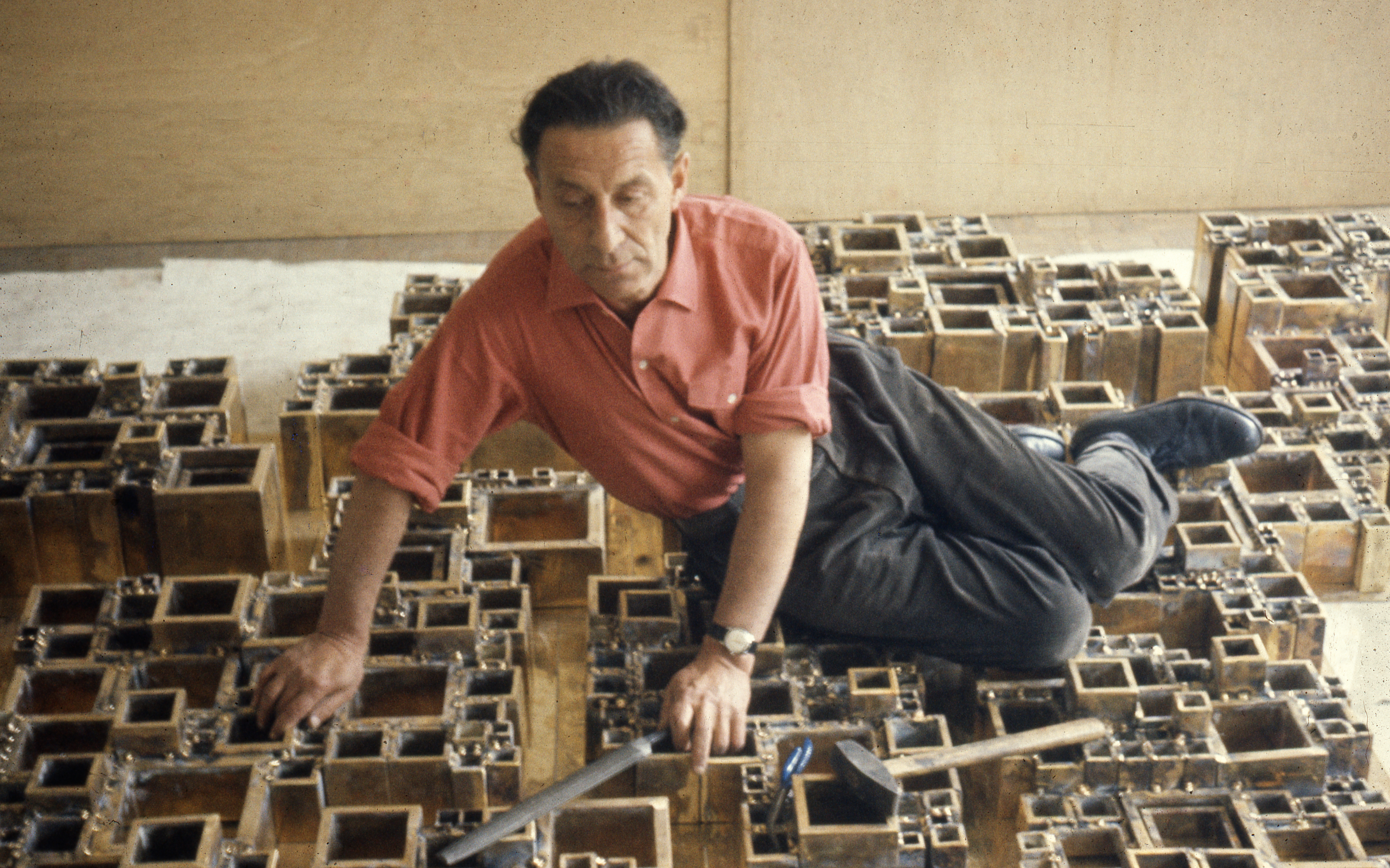
Zoltán Kemény bei der Installation eines Messingreliefs in der Hochschule St. Gallen, 1963

Zoltán Kemény [ˈzoltaːn ˈkɛmeːɲ] (* 2. März 1907, in Banica, Komitat Hunyad, Siebenbürgen, Österreich-Ungarn, heute Băniţa, Rumänien; † 14. Juni 1965 in Zürich, Schweiz) war ein ungarisch-schweizerischer Bildhauer, Maler und Architekt.

## Leben

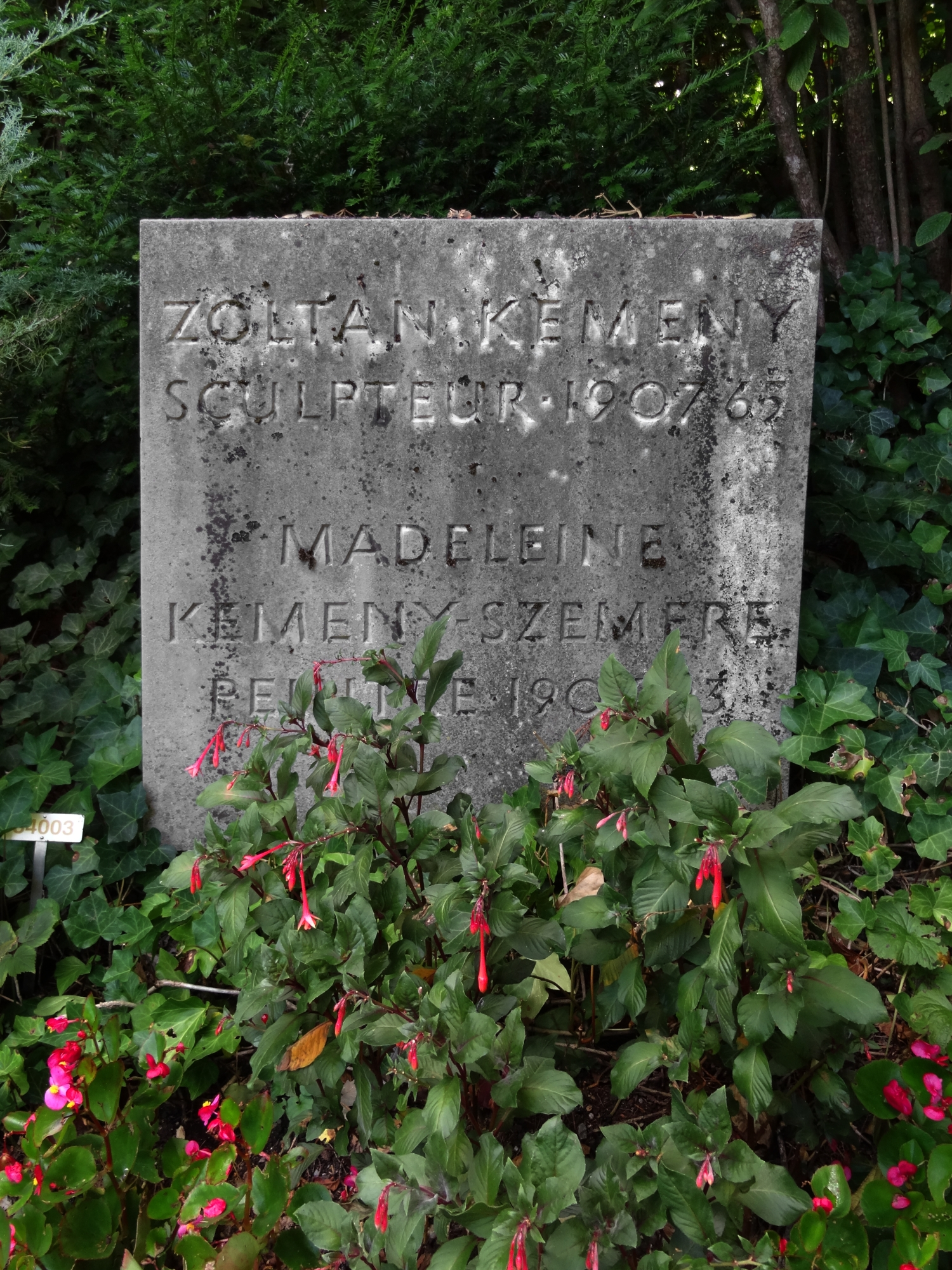
Grab, Friedhof Enzenbühl, Zürich

Ab 1942 lebte und arbeitete er als Modezeichner und Redakteur der Frauenzeitschrift annabelle in Zürich. Als Künstler bekannt wurde er durch Collagen und abstrakte Metallreliefs. Bisher bekam er als einziger ungarischer Bildhauer einen Preis auf der Biennale von Venedig. Er war Teilnehmer der documenta 2 in Kassel im Jahr 1959 und auch auf der documenta III im Jahr 1964. Kemény wurde seit den späten 50er Jahren von der Galerie Paul Facchetti in Paris und Zürich vertreten. In späteren Jahren fanden ebenfalls Ausstellungen in der Galerie Maeght Paris und Zürich statt.
Er war mit Madeleine Kemény-Szemere verheiratet und fand auf dem Friedhof Enzenbühl seine letzte Ruhestätte.

## Werke

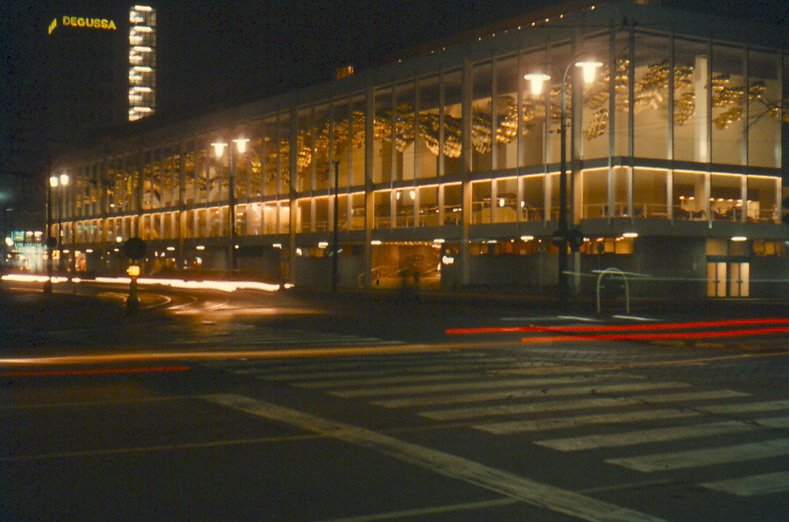
Städtische Bühnen Frankfurt, Eingangsfoyer mit Deckenskulptur Wolken (1963) von Zoltán Kemény

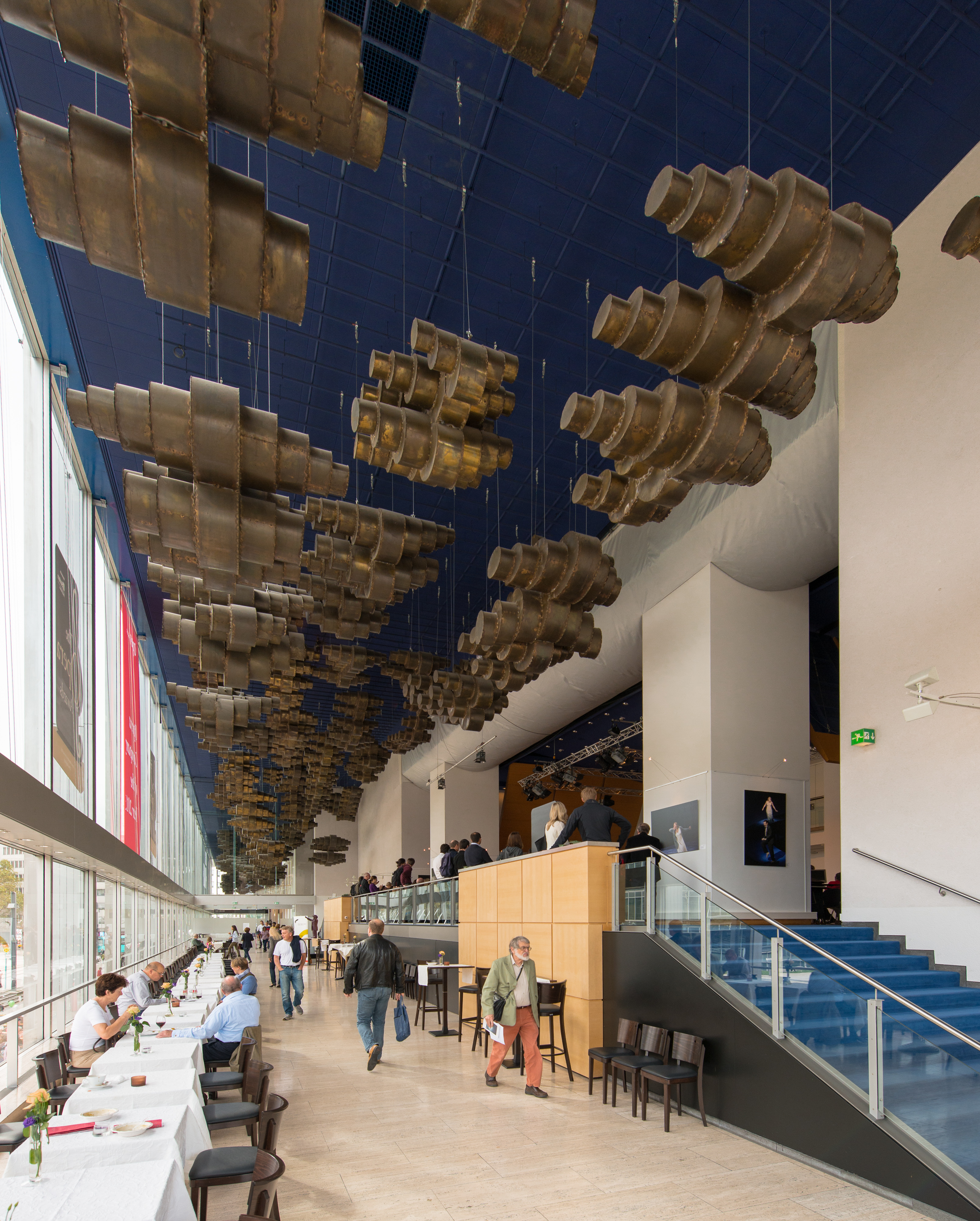
Städtische Bühnen Frankfurt, Foyer mit Deckenskulptur Wolken (1963) von Zoltán Kemény

Für das Foyer der Städtischen Bühnen in Frankfurt am Main schuf Kemény 1963 die plastische Deckeninstallation Wolken in einer Länge von 116 m. Die vom Künstler aus Kupferblech geschweißten Wolken entwickeln besonders bei einer Abendbeleuchtung ihre besondere Wirkung. Es handelt sich um ein ortsgebundes Werk, das aufgrund der im Januar 2020 bekanntgewordenen Pläne der Stadt Frankfurt, den gesamten Gebäudekomplex abzureißen, nun akut bedroht ist. Im Mai 2020 veröffentlichte das hessische Landesamt für Denkmalpflege ein Gutachten, das den Denkmalwert insbesondere des Ensembles des Foyergebäudes mit den Goldwolken Keménys bestätigt.